# Nagur Usang
Nagur Usang is een bestuurslaag in het regentschap Simalungun van de provincie Noord-Sumatra, Indonesië. Nagur Usang telt 2384 inwoners (volkstelling 2010).